# Fabrique de vitraux du carmel du Mans
L'atelier de vitrail des Carmélites du Mans, chef-lieu du département de la Sarthe dans la région des Pays de la Loire, était en 1853-1903 dans la rue de la Mariette au no 116

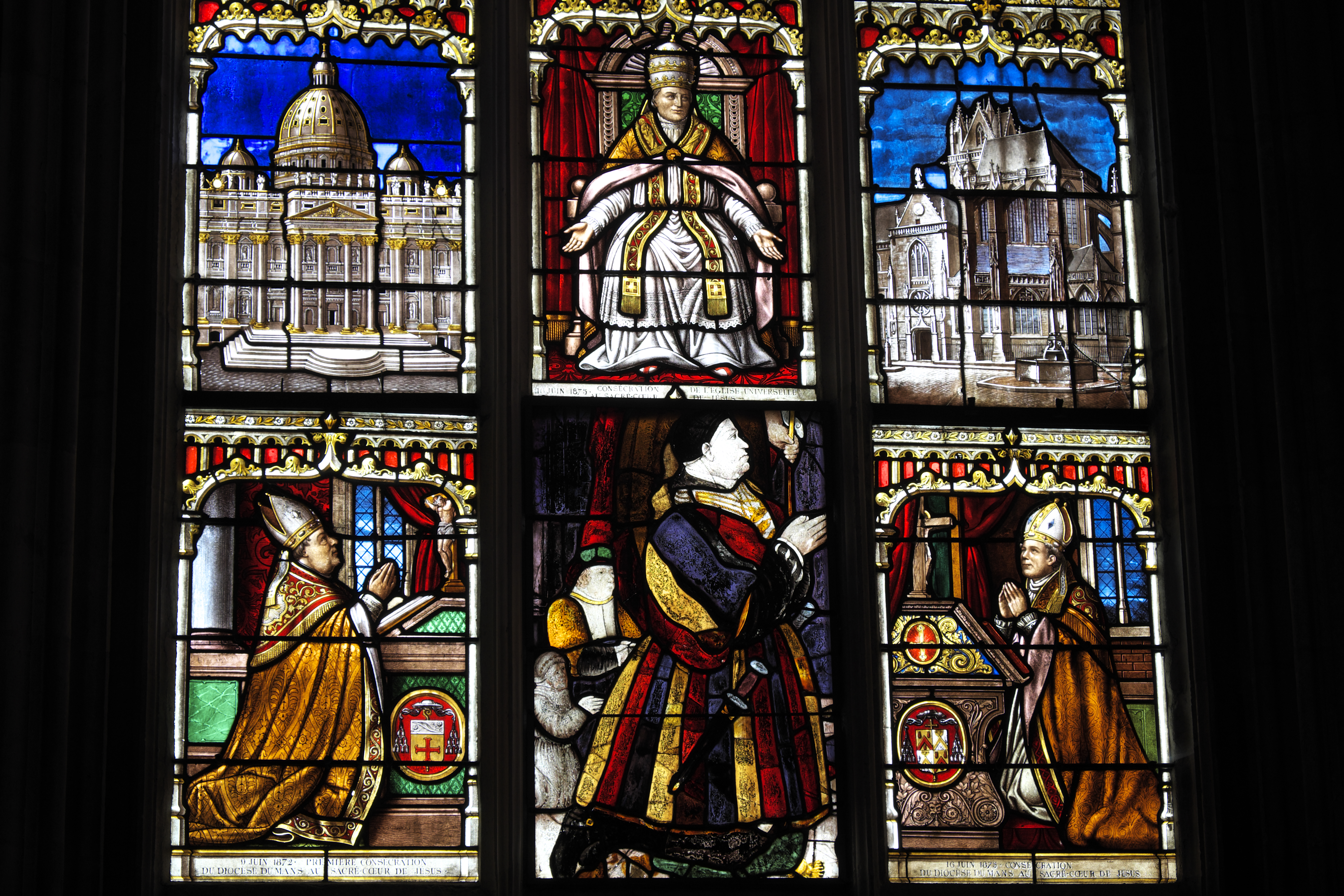
Vitrail réalisé à La Ferté-Bernard Notre-Dame-des-Marais Sacré-Cœur 793

## Histoire
Dès 1830, les carmélites installés au Mans ont d'abord pris soin de l'éducation des enfants. En 1833 elles déménagent dans un nouveau bâtiment et en 1850 construisent une chapelle qui a été consacrée. En 1853, le coût de la construction de la chapelle ayant dépassé le budget initialement prévu, les religieuses décident de mettre en place un atelier pour la production de vitraux, avec l'aide d'Eugène Hucher (1814-1889), son premier directeur. Les premiers vitraux sont réalisés en collaboration avec l'atelier d'Antoine Lusson qui assure les travaux de découpe, de mise au plomb et d'installation. Cette collaboration s'avérant trop onéreuse, les carmélites engagent les frères Küchelbecker qui viennent de quitter l'atelier d'Antoine Lusson, puis le peintre nazaréen de Rodhen.
En 1872, les carmélites vendent l'atelier de vitrail à Édouard Rathouis, un neveu de la mère supérieure Éléonore. Édouard Rathouis avait auparavant travaillé comme comptable sur un navire marchand et venait de rentrer d'un voyage en Orient.
Ferdinand Hucher reprend l'atelier après la mort de son père en 1889. Son principal collaborateur est, jusqu'en 1903, le peintre sur verre (et homme de lettres) Albert Echivard (1866-1939). Après la mort de Ferdinand, qui était célibataire et sans enfant, l'atelier a été dissous.

## Activité
L'atelier de vitrail des Carmélites a réalisé des vitraux pour de nombreuses églises en particulier dans l'ouest de la France. Il a également reçu des commandes des États-Unis et du Japon et a procédé à la restauration de vieilles fenêtres. À son apogée, jusqu'à 50 personnes étaient employées dans l'atelier.

## Signatures
L'église paroissiale catholique Notre-Dame-des-Marais à La Ferté-Bernard porte l'inscription : carmel du mans.
Au cours de l'existence de l'atelier de peinture sur verre inversé, les signatures suivantes ont été utilisées :
- Carmel Cenom
- Fabrique du Carmel du Mans, Rathouis directeur
- Fabrique du Carmel du Mans Rathouis et Hucher
- Fabrique du Carmel du Mans, Hucher
- Fabrique du Carmel du Mans Hucher et fils Successeurs
- Fabrique du Carmel du Mans Ferdinand Hucher
- Fabrique du Carmel du Mans Hucher et Rathouis Successeurs

## Réalisations (sélection)
- Fenêtre dans l'église de Notre-Dame de Bû en Eure-et-Loir avec la signature: CARMEL DU MANS EDOUARD RATHOUIS DIRECTEUR 1873
- Fenêtre dans l'église de Notre-Dame de Bû avec la signature: CARMEL DU MANS ET HUCHER RATHOUIS DIRECT.
- Fenêtre dans l'église Saint-Cyr à Sargé-sur-Braye en Loir-et-Cher avec la signature: CARMEL CENOM
- Fenêtre dans l'église de Notre-Dame à Saint-Calais, signature: FAB. DU CARMEL DU MANS ET FILS HUCHER SUCCR
- 1855-1862: 33 vitraux dans l'église Notre-Dame-de-l'Espérance à Saint-Brieuc dans les Côtes-d'Armor
- 1855 : huit vitraux sur la vie de St. Martin dans l'église St. Martin de Lombard (Jura)
- 1958: 18 vitraux de l'église Saint-Blaise à Villeneuve-du-Paréage dans le département de l'Ariège
- 1859: Dix vitraux (0 à 4, 100 à 104) dans la cathédrale Saint-Pierre-Saint-Paul-et-Saint-André à Saint-Claude dans le Jura
- 1864: Six vitraux (5 à 10) dans l'église paroissiale de Saint-Denis en Leschères dans le Jura
- 1865: vitraux (10) dans l'église paroissiale de Saint-Maurice en Mainxe en Charente
- 1865: 10 vitraux présentant 24 médaillons consacrés à la vie de saint Paul) dans l'église paroissiale de Villevieux (Jura)
- 1867: Huit vitraux (1 à 8) dans l'église paroissiale de Notre-Dame-du-Roncier à Rostrenen dans les Côtes-d'Armor
- 1868: Cinq vitraux dans le chœur (fenêtres 100-104) dans l'église paroissiale de Saint-Martin dans Le Pertreen en Ille-et-Vilaine
- 1870: Quatre vitraux (fenêtres 1, 2, 7 et 8) dans l'église paroissiale de Notre-Dame et Saint-Michel à Quimperlé dans le Finistère
- après 1870: fenêtres dans l'église Notre-Dame-des-Marais à La Ferté-Bernard dans la Sarthe
- 1872-1876: vitrail dans l'église paroissiale de Saint-Jacques à Saint-James dans la Manche
- 1872-1874: vitraux de l'église Notre-Dame de Ségrie dans la Sarthe
- 1872: vitraux dans le chœur de l'église du Sacré-Cœur à Louverné dans la Mayenne
- 1874-1884: vitraux du Sacré-Cœur, université de Notre-Dame-du-Lac à South Bend dans l'Indiana (États-Unis)[2]
- 1874: Six vitraux dans l'église paroissiale de Saint-Martin à Noyal-sous-Bazouges en Ille-et-Vilaine
- 1874: vitraux de l'église paroissiale de Saint-Martin-de-Vertou à Dissé-sous-le-Lude dans la Sarthe
- 1874, 1884, 1892: Deux vitrail dans l'église Saint-André en Exmes dans l'Orne
- 1875: Deux vitrail dans l'église Saint-Pierre à Plénée-Jugon dans les Côtes-d'Armor
- avant 1876: vitraux de l'église de Notre-Dame à Vitré en Ille-et-Vilaine ; Fenêtre avec des scènes de la vie de Marie
- 1877: 14 vitraux (fenêtres 1, 2, 7 et 8) dans l'église paroissiale de Saint-Nicolas à Uzel dans les Côtes-d'Armor
- 1877: Vitraux du chœur de l'Eglise de Chaumousey (Vosges)
- 1879: vitrail dans l'église Saint-Assiscle et Sainte-Victoire à Sorède dans les Pyrénées-Orientales
- 1879: vitrail dans l'église paroissiale de Saint-Hilaire en Bignoux dans la Vienne
- 1879: 10 vitraux dans l'église paroissiale de Saint-Léger en Cognac en Charente
- 1879: Deux vitraux dans le couvent des Augustins à La Rochelle en Charente-Maritime
- 1879: vitrail de la chapelle Notre-Dame de Bonne Nouvelle à Uzel dans les Côtes-d'Armor
- 1880-1890: vitrail dans l'église paroissiale de Saint-Paterne à Bellou-sur-Huisne dans l'Orne
- 1883-91: Trois vitraux dans le Saint-Paul-Aurélien de Saint-Pol-de-Léon dans le Finistère
- 1884: vitrail dans l'église paroissiale de Saint-Martin à Vannes-sur-Cosson dans le Loiret
- environ 1892 : deux vitraux dans l'église Notre-Dame de Bressuire dans les Deux-Sèvres
- 1893 : fenêtres en verre au plomb dans l'église paroissiale de Notre-Dame-du-Roncier à Josselin dans le Morbihan
- 1894 : fenêtre de verre au plomb dans l'église Saint-Jean-Baptiste à Manses, département de l'Ariège ; fenêtres avec des scènes de la vie de Jean-Baptiste
- Deuxième moitié du XIXe siècle : vitrail dans l'église paroissiale de Saint-Didier en Montoillot, département de la Côte-d'Or
- Fin du XIXe siècle : quatre vitraux dans l'église Saint-Martin à La Bruère-sur-le-Loir dans la Sarthe
- Fin du XIXe siècle : quatre vitraux dans la chapelle Notre-Dame-de-la-Clarté de Guilligomarc'h dans le Finistère
- Fin du XIXe siècle : dix vitraux (0 à 9) dans la chapelle Saint-Aubin à Pont-Scorff dans le Morbihan
- Fin XIXe et début du XXe siècle vitrail dans l'église de Saint-Pierre-ès-Liens à Houdelaincourt dans la Meuse
- Fin XIXe et début du XXe siècle: Trois vitraux dans l'église Saint-Pierre à Vigneul-sous-Montmédy dans la Meuse
- Vitrail dans l'église paroissiale de Saint-Aubin dans le village de Saint-Aubin-des-Coudrais dans la Sarthe
- Dix vitraux de l'église Saint-Thélo à Saint-Thélo dans les Côtes-d'Armor
- Vitraux de l'église de Chaufour-Notre-Dame
- Grand vitrail (vie de saint Paul) dans le choeur (Gsell), vitrail (nativité) dans la chapelle latérale de ND miraculeuse et 4 vitraux non-figuratifs dans la nef de l'église paroissiale de Bletterans (Jura)
- Vitraux de l'église Saint-Pierre de Sainville (Eure-et-Loir), signés « Hucher et Rathouis ».